# Chiloscyphus strongylophyllus
Chiloscyphus strongylophyllus là một loài rêu tản trong họ Lophocoleaceae. Loài này được (Taylor & Hook. f.) Hässel de Menéndez miêu tả khoa học lần đầu tiên năm 1996.